# Макс Шене
Макс Шене (Берлин, 20. јануар 1880 — 16. јануар 1961), је био немачки пливач на прелазу из 19. у 20. век.
На Олимпијским играма 1900. у Паризу у трци 200 м екипно освојио је златну медаљу. Екипу су поред њега сачињавали Ернст Хопенберг, Јулиус Фреј, Макс Хајнле и Херберт фон Петерсдорф. 